# Среда выполнения
Среда выполнения (англ. execution environment, иногда «ранта́йм» от англ. runtime — «время выполнения») в информатике — вычислительное окружение, необходимое для выполнения компьютерной программы и доступное во время выполнения компьютерной программы. В среде выполнения, как правило, невозможно изменение исходного текста программы, но может наличествовать доступ к переменным окружения операционной системы, таблицам объектов и модулей разделяемых библиотек.
В среду выполнения могут входить такие компоненты, как управление памятью, сборка мусора, обработка исключений, выполнение кода, управление потоками и другие задачи, необходимые для корректного функционирования программы. Среда выполнения может включать в себя интерпретаторы, виртуальные машины или библиотеки, которые обеспечивают взаимодействие программы с операционной системой и оборудованием.
Взаимодействие со средой выполнения для интерпретируемых языков программирования реализуется непосредственно в интерпретаторе, обеспечивающем взаимодействие конструкций языка с окружением, в котором он запущен. Для компилируемых языков взаимодействие с вычислительным окружением может реализовываться набором подключаемых разделяемых библиотек среды выполнения либо целиком в виртуальной машине, выполняющей промежуточный код, в который компилируется программа.